# بسمدیانو

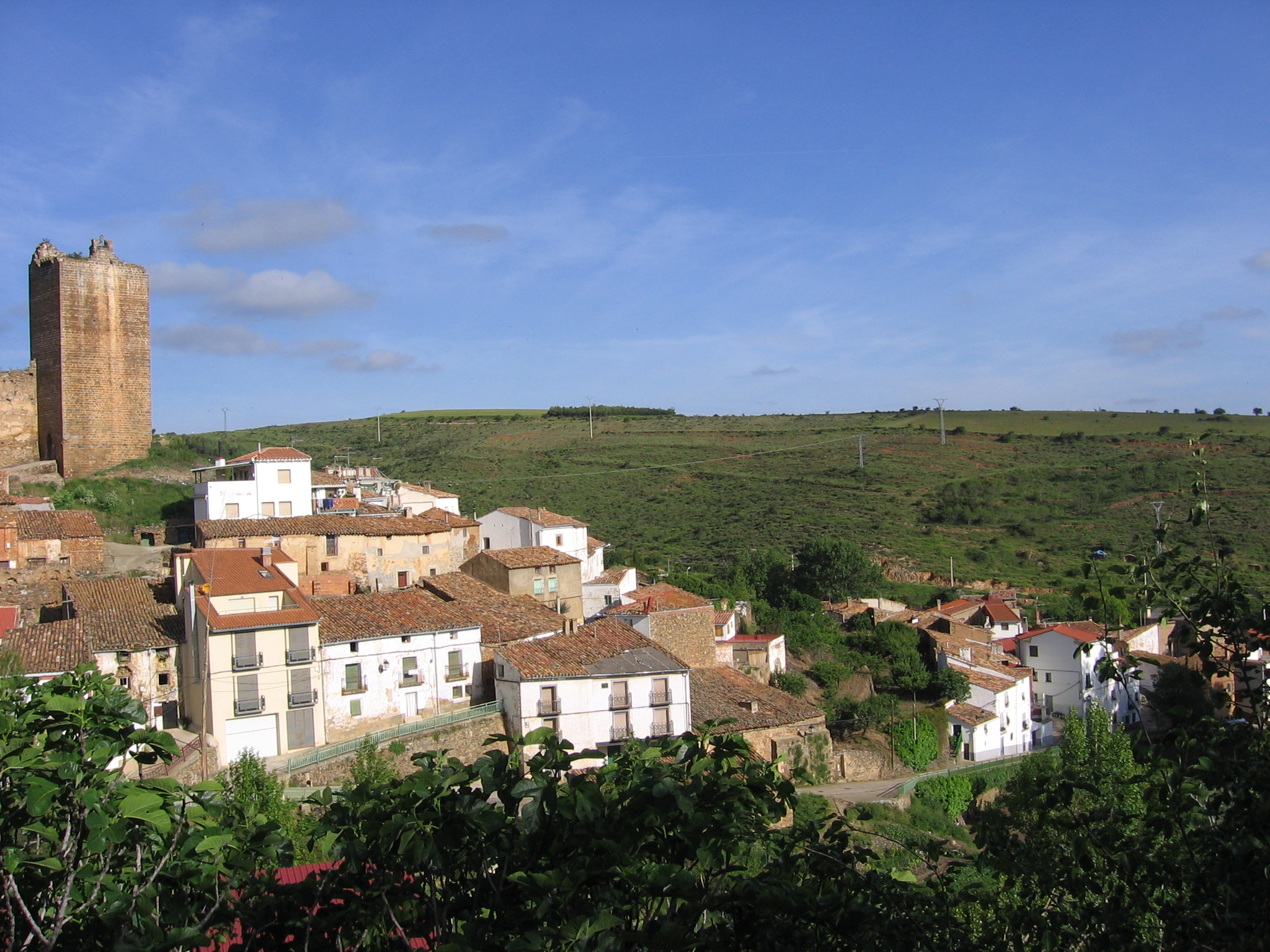
منطقه مسکونی در اسپانیا

بسمدیانو (به اسپانیایی: Vozmediano) یک دهستان در اسپانیا است که در سریا واقع شده‌است.

## خصوصیات
بسمدیانو ۱۶ کیلومترمربع مساحت و ۴۵ نفر جمعیت دارد.